# Two Islands Lake
Two Islands Lake är en sjö i Kanada.   Den ligger i countyt Haliburton County och provinsen Ontario, i den sydöstra delen av landet, 210 km väster om huvudstaden Ottawa. Two Islands Lake ligger 364 meter över havet. Arean är 0,65 kvadratkilometer. Den ligger vid sjöarna  Drag Lake och Spruce Lake. Den sträcker sig 1,1 kilometer i nord-sydlig riktning, och 1,4 kilometer i öst-västlig riktning.
I omgivningarna runt Two Islands Lake växer i huvudsak blandskog. Runt Two Islands Lake är det mycket glesbefolkat, med 3 invånare per kvadratkilometer.